# Ameba (canción)
«Ameba» es una canción del grupo musical de Argentina Soda Stereo, editada en el álbum titulado Dynamo, el sexto disco de estudio del grupo.

## Letra
Habla de una chica que va de hombre en hombre, sin detenerse a involucrar sentimientos, sin detenerse a pensar en los demás. Simplemente va por la vida sin rumbo y sin realmente darlo todo por una persona, en este caso él fue uno de ellos y no pudo hacer como ella y no involucrar sentimientos simplemente se dejó envolver por ella, como la ameba envuelve al paramecio para digerirlo.

## Música
La canción empieza con la batería de Charly y sintetizadores, seguido de la guitarra de Cerati y el bajo de Zeta. Después de que se repita por segunda vez el coro, hay un pequeño solo de batería y sintetizadores, y después de esto se repite de nuevo el coro. La melodía de la canción está muy influenciada por el final de la canción «Mass Production» de Iggy Pop.

## Apariciones en vivo
Soda Stereo solamente la interpretó en la Gira Dynamo, entre finales de 1992 e inicios de 1993, y como solista, Cerati la rescató 11 años después en 2004, en la gira musical hecha para promocionar el álbum recopilatorio Canciones elegidas 93-04.